# NGC 3311
إن جي سي 3311 في علم الفلك (بالإنجليزية: NGC 3311 ) هي مجرة حلزونية من التصنيف
E/S0 ، وترى في اتجاه كوكبة الشجاع في نصف الكرة السماوية الجنوبية. وكانت المجرة إن جي سي 3311 قبل مجرة مسييه 87 المجرة التي تحوي أكبر عدد من التجمعات النجمية ؛ فهي تحوي نحو 16.000 تجمع نجمي.

## اقرأ أيضا
- إن جي سي 3169